# Sammy Gervacio
Samuel Gervacio (nacido el 10 de enero de 1985 en Sabana de la Mar) es un lanzador dominicano de Grandes Ligas que se encuentra en la agencia libre. Es conocido por su inusual windup (posición de lanzar).
Gervacio fue firmado originalmente como amateur por los Astros de Houston el 3 de diciembre de 2002. Comenzó a jugar en las ligas menores en 2005, lanzando para Greeneville Astros y en nivel A para Lexington Legends. Gervacio tuvo un récord de 3-2 con una efectividad de 2.67 para Greeneville y lideró el equipo en juegos lanzados (21), salvamentos (8), y estuvo empatado en el segundo lugara en ponches con 53. Gervacio también hizo cinco apariciones como relevista para Lexington Legends, consiguiendo una victoria con una efectividad de 0.96.
En 2006, Gervacio jugó para Legends, esta vez durante toda la temporada. Con un récord de 7-5 y una efectividad de 2.47, lideró al equipo en juegos lanzados (47) y salvamentos (10).
En 2007, Gervacio comenzó la temporada en nivel A con Salem Avalanche. Tuvo récord de 1-3 con una efectividad de 2.44 y lideró al equipo con 18 salvamentos. El 5 de agosto, Gervacio fue promovido a Doble-A con Corpus Christi Hooks, donde terminó la temporada. En Corpus Christi Hooks, terminó con récord de 3-2 con una efectividad de 1.99.
El 20 de noviembre de 2007, los Astros compraron su contrato, protegiéndolo de la Regla 5.
El 30 de julio de 2009, Gervacio fue llamado a filas por los Astros de Houston desde Triple-A después de que los Astros liberaran a Russ Ortiz.
Gervacio firmó un contrato de ligas menores por un año con los Astros para la temporada 2011, con una invitación a los entrenamientos de primavera.